# Karl Gillissen
Karl Gillissen, auch Carl Gillissen (* 23. April 1842 in Aachen; † 1924 in Düsseldorf), war ein deutscher Genremaler der Düsseldorfer Schule.

## Leben
Gillissen musste zunächst eine Ausbildung zum Maschinenbauingenieur beginnen, bis er durchsetzte, dass er Maler werden durfte. 1860 ging er auf die Koninklijke Academie voor Schone Kunsten in Antwerpen, wo Nicaise de Keyser ihn zur Kriegsmalerei führte. Um sich darin zu vervollkommnen, trat er 1864 der Légion belge bei, die in den Jahren 1865 bis 1867 die französische Intervention in Mexiko und damit das Kaiserreich Mexiko unter Maximilian I. unterstützte. 1866 kehrte Gillissen vom mexikanischen Kriegsschauplatz mit einer Verwundung zurück und setzte in Düsseldorf seine malerische Ausbildung fort. Mit mexikanischen Motiven versuchte er sich einen Namen zu machen. Sein erstes Bild, das in dieser Zeit bekannt wurde, trägt den Titel Die Guerillas kommen. Als 1870 der Deutsch-Französische Krieg ausbrach, nahm er ebenfalls daran teil. Die dabei gewonnenen Erfahrungen und Anschauungen verwendete er für seine Militärmalerei, die nach zeitgenössischer Kritik von „trefflicher landschaftlicher Stimmung und großer Lebendigkeit der Darstellung“ geprägt war. Gillessen lebte und starb in Düsseldorf, wo er 1889 in der Adlerstraße 32 gemeldet war und dem Künstlerverein Malkasten angehörte.

## Werke (Auswahl)

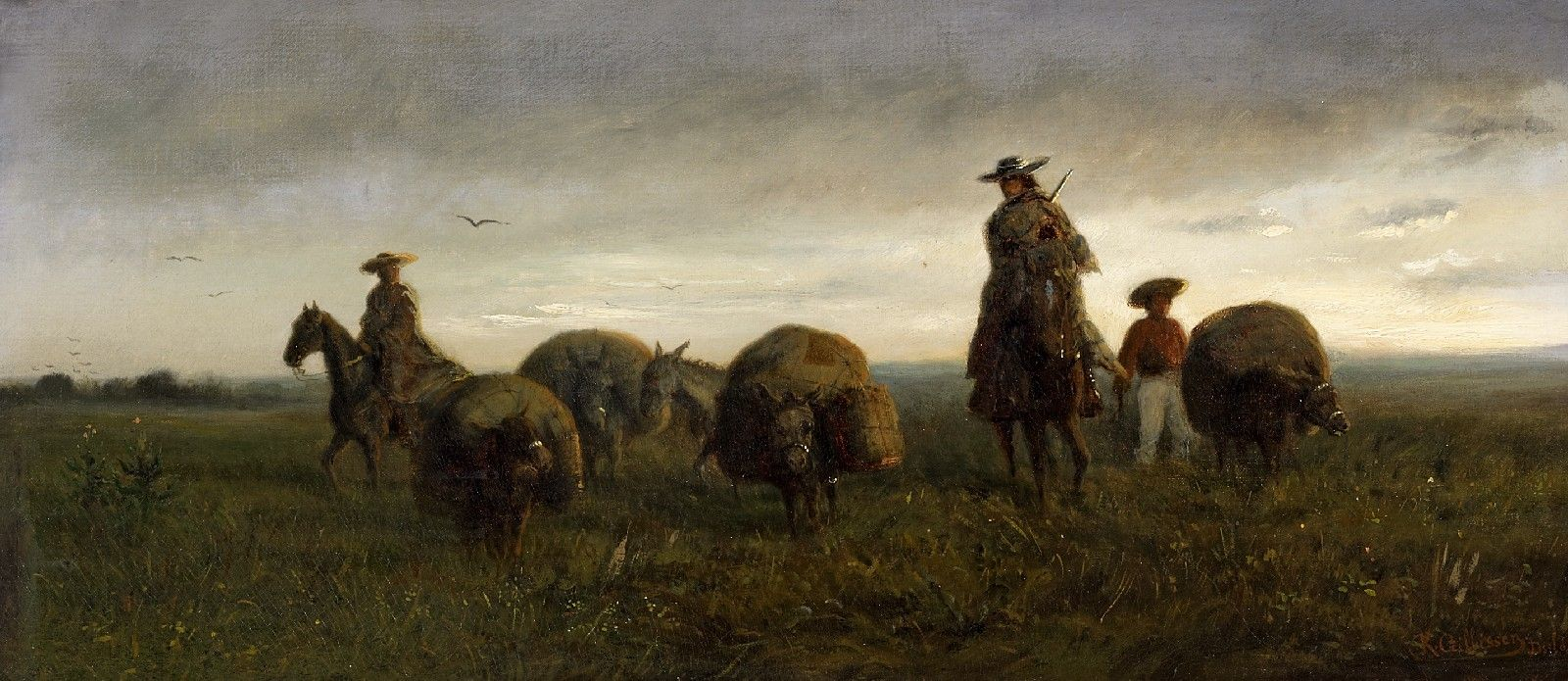
Reiter mit Maultieren in mexikanischer Prärielandschaft

- Die Guerillas kommen, zweite Hälfte der 1860er Jahre
- Am Morgen nach der Schlacht
- Szene der freiwilligen Krankenpflege
- Auf Vorposten vor Paris
- Indianer vor dem Überfall einer mexikanischen Besitzung
- Steppenjäger vor einem Savannenbrand fliehend
- Mexikanische Gauchos beim Einfangen der Mustangs (Das Fangen der Mustangs in der mexikanischen Savanne), 1880
- Mexikanischer Reiter mit schneebedecktem Vulkan im Hintergrund, 1883
- Kundschafter der Ulanen, 1888
- Reiter mit Maultieren in mexikanischer Prärielandschaft